# Schloss Neckarhausen

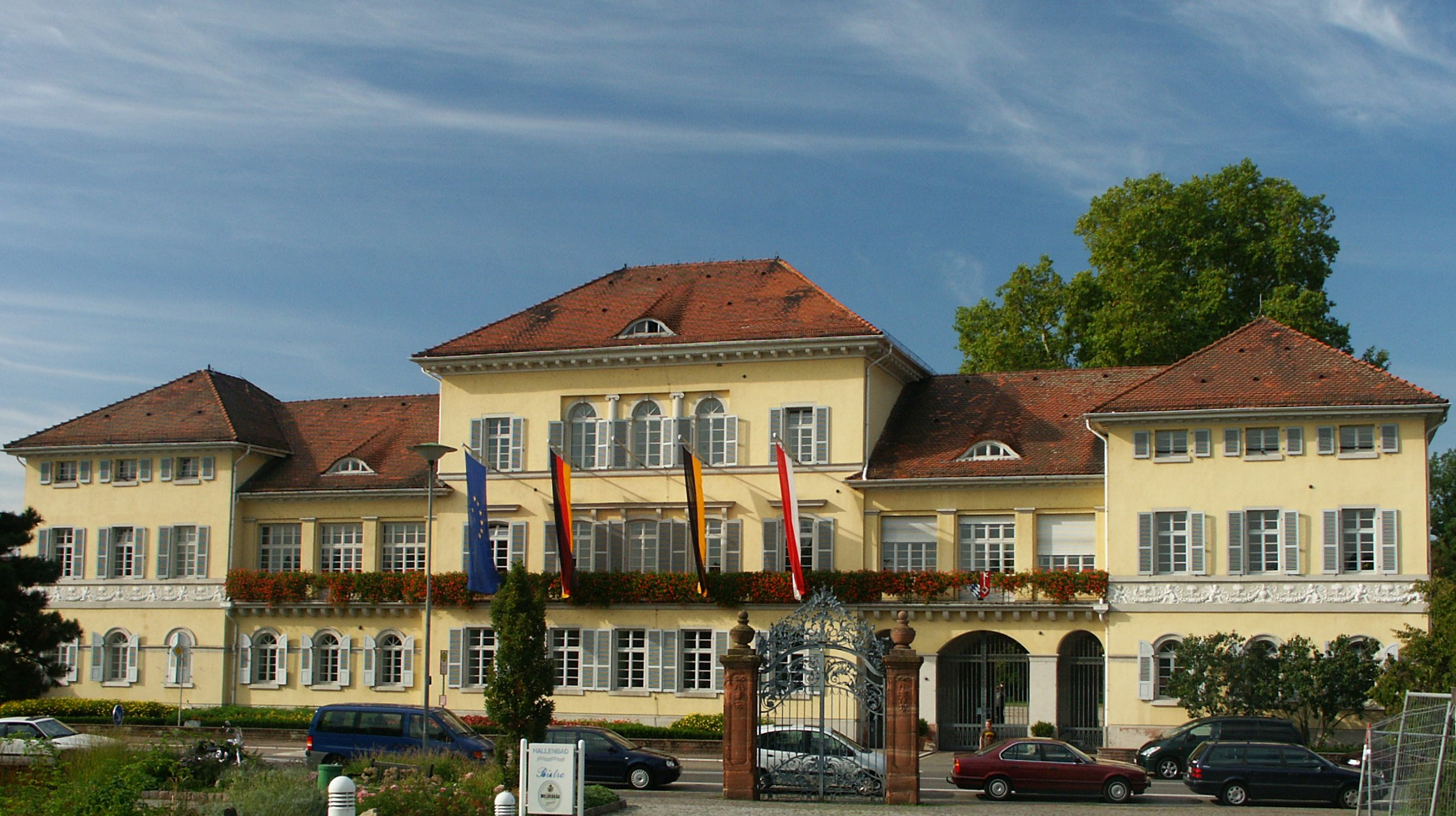
Schloss Neckarhausen

Schloss Neckarhausen liegt in der Mitte des Ortsteils Neckarhausen der Gemeinde Edingen-Neckarhausen im Rhein-Neckar-Kreis. Der im Klassizismus ausgeführte Bau befindet sich heute in Gemeindebesitz und beherbergt unter anderem die Gemeindeverwaltung.

## Geschichte
Ursprünglich stand auf dem Gelände des Schlosses vermutlich ab etwa 1614 eine Posthalterei von Thurn und Taxis. Diese bediente die im selben Jahr eröffnete Postroute zwischen Rheinhausen bei Speyer und Frankfurt am Main. Das damals noch junge Mannheim schloss sich 1667 an, indem es zweimal wöchentlich einen Stadtboten nach Neckarhausen entsandte. 1682 ist erstmals die historische Bebauung in einem Güterverzeichnis belegt. Die Geschichte der Posthalterei endete 1699 mit der Verlegung nach Mannheim. Der Erbe des damaligen Besitzers Johann Michael Susmann, Johann Georg von Susmann, baute sich 1746 ein Herrenhaus im Barockstil, um seinen Rang als Vizekanzler am kurpfälzischen Hof entsprechend zu repräsentieren.

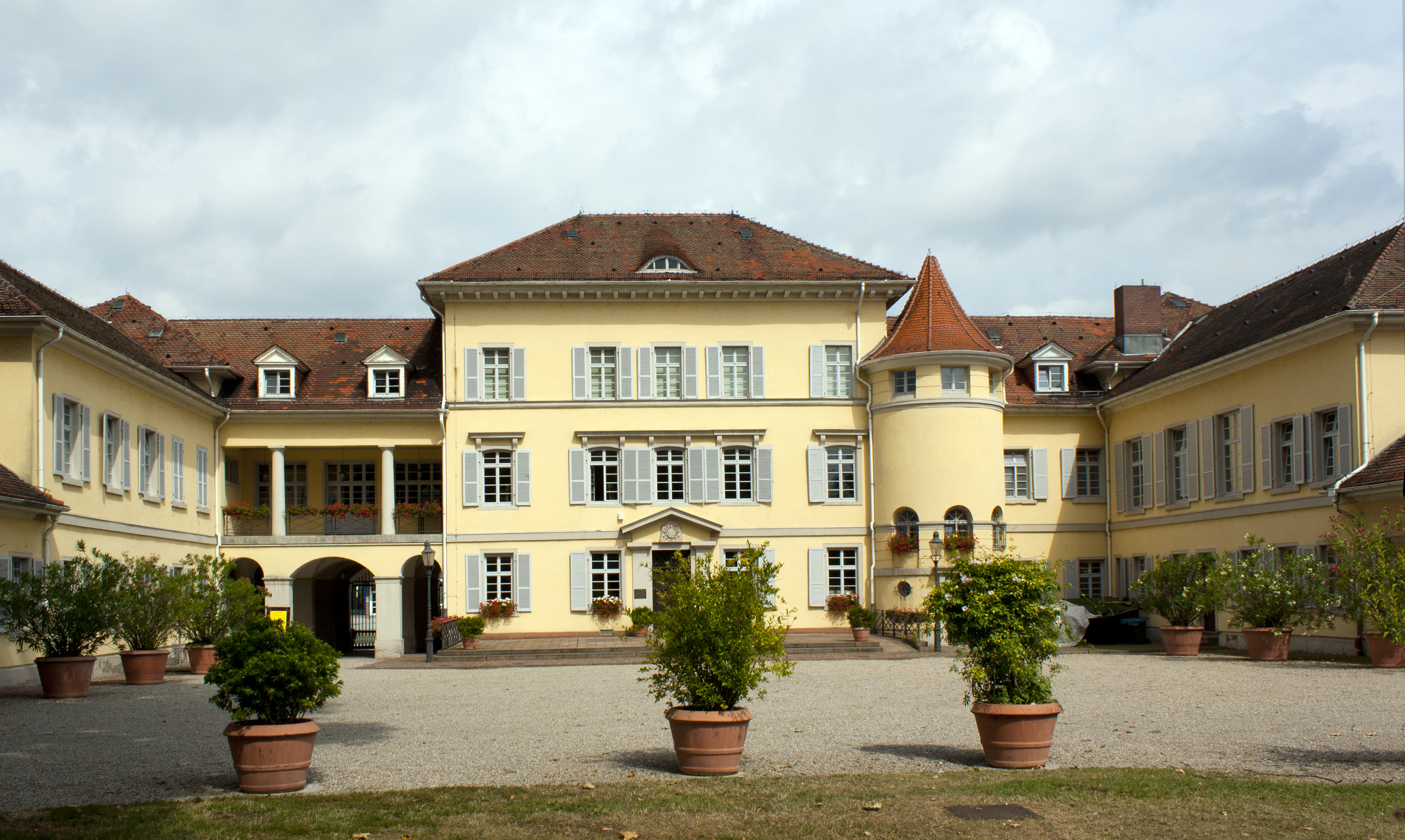
Innenhof

1777 wurde das Anwesen von Freiherr Franz Albert von Oberndorff, der seit 1790 Reichsgraf war, gekauft. Nach größeren Beschädigungen 1784 wurde das Gebäude renoviert. Damals standen auf dem Areal ein zweigeschossiger Mittelbau, ein linker Eckpavillon mit einem Blumengarten dazwischen und auf der linken Seite eine Scheune. Zwischen 1824 und 1825 wurde von Alfred von Oberndorff ein Umbau des Hauses in Auftrag gegeben. Die Leitung des Umbaus hatte der Architekt Jacob Friedrich Dyckerhoff. Das zweite Obergeschoss des Hauses wurde ausgebaut und die Fassade in klassizistischer Form umgestaltet. Im Jahr 1839 ersteigerte Graf Alfred von Oberndorff das benachbarte Schloss des Grafen Leon von Luxburg mitsamt der dazugehörigen Güter und gliederte die neuen Besitzungen dem Anwesen ein.
Bei den Gefechten während der badischen Revolution am 21. und 22. Juni 1849 wurde das Schloss Neckarhausen beschädigt. Noch heute belegen das eingemauerte Kanonenkugeln in der Fassade. Bei einem Umbau kurz danach wurden die Seitengebäude mittels Terrassen an das Hauptgebäude angeschlossen. Das heutige Aussehen erlangte das Schloss beim letzten großen Umbau 1910 bis 1911 durch eine Aufstockung der Eckgebäude und einen Ausbau der Terrassengebäude. Den Umbau leitete der Architekt Leonhard Schäfer aus Darmstadt. Die Gemeinde Neckarhausen kaufte das Gebäude 1960 und renovierte es nach dem Zusammenschluss zur Gemeinde Edingen-Neckarhausen Ende von 1975 bis 1980 Jahre umfassend. Heute sind im Gebäude neben der Gemeindeverwaltung einige Vereine, die öffentliche Bücherei sowie ein Gemeindemuseum untergebracht. Weitere Nutzer sind die Volkshochschule und die Musikschule. Der ehemalige Speisesaal dient heute als Ratssaal.

## Schlosspark

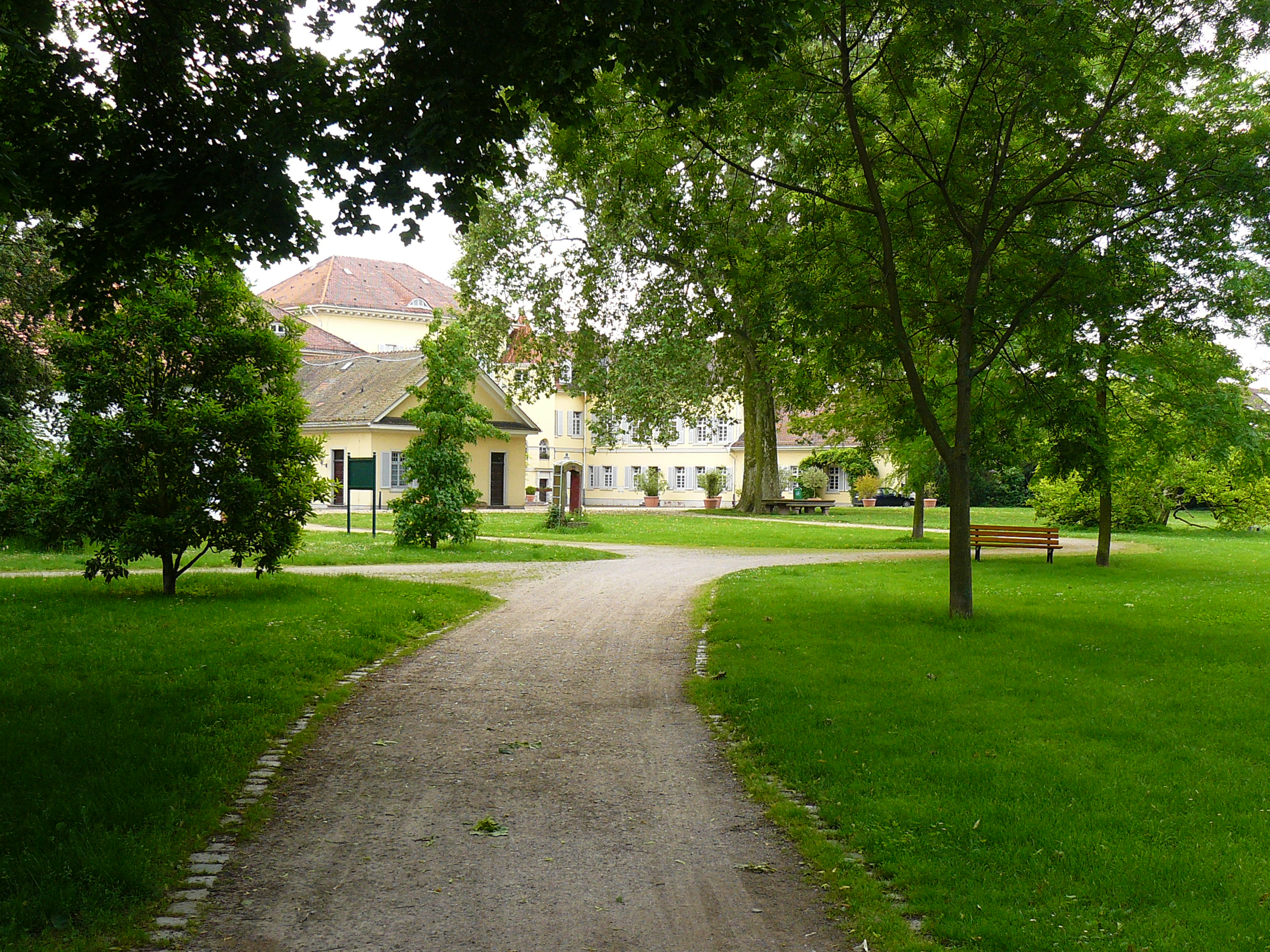
Schlosspark mit Blick zum Schloss

Neben dem Schloss befindet sich auf dem Areal der etwa drei Hektar große Schlosspark. 1789 ist eine dreiteilige Parkanlage in alten Gemarkungsplänen festzustellen. Neben einem kleinen Blumengarten und einem Nutzgarten hinter dem Herrenhaus mit einem kleinen Parkteil im englischen Stil war zwischen Neckar und Schloss der heute nicht mehr vorhandene Landschaftsgarten angelegt. Angelegt wurden die Gärten ab 1783 von Friedrich Ludwig von Sckell. Eine Umgestaltung des Nutzgartens in einen englischen Landschaftsgarten erfolgte ab 1828. Ein Eiskeller, der Eisblöcke aus dem zugefrorenen Neckar bis in den Sommer kühl hielt, sowie die ehemalige Orangerie, welche Anfang des 20. Jahrhunderts zu einer Kapelle umgestaltet und 2008 als Veranstaltungsraum saniert wurde, sind noch heute sichtbare Parkgebäude.